# You Know My Name (chanson)
Pour les articles homonymes, voir You Know My Name.
Chansons de James Bond
Die Another Day
(2002) Another Way to Die
(2008)
Singles par Chris Cornell
Euphoria Morning
(1999) No Such Thing
(2007)
You Know My Name est une chanson  interprétée par Chris Cornell, extraite de la bande originale du film Casino Royale.
Chris Cornell a écrit cette chanson en collaboration avec David Arnold, le compositeur de la musique du film. Les producteurs du film ont choisi Cornell car ils voulaient que la chanson soit interprétée par un homme à la voix puissante. C'est par ailleurs le premier chanteur masculin depuis le groupe a-ha et la chanson The Living Daylights sortie pour le film Tuer n'est pas jouer avec Timothy Dalton. C'est également la première fois qu'un homme blanc américain chante une chanson de James Bond. Cornell et Arnold ont essayé de faire de la chanson un thème de remplacement pour le personnage, dans le but de refléter l'inexpérience de l'agent dans Casino Royale, ainsi qu'une introduction à la représentation graveleuse et plus émotionnelle de Daniel Craig de James Bond.
La piste a été publiée sur internet le 20 septembre 2006 puis sortie en single le 13 novembre de la même année dans de nombreux pays. Les critiques de You Know My Name ont pour la plupart été positives, ce qui a permis à la chanson de remporter le Satellite Awards et d'être nommée lors des Grammy Awards 2008. Bien que n'étant pas incluse dans la bande originale de Casino Royale, You Know My Name est apparue sur le deuxième album solo de Cornell, Carry On. Le single s'est vendu à 148 000 exemplaires en 2006 au Royaume-Uni.
C'est la première fois depuis Octopussy (1983) que le titre de la chanson est différent du titre du film.

## Création
Lia Vollack, président du département musique de Sony Pictures, invite Chris Cornell à faire la chanson d'un nouveau film Bond car il souhaite refléter la nouvelle direction artistique du film avec un chanteur masculin assez « puissant ». « Ils cherchaient un chanteur qui était sans vergogne un homme, quelqu'un avec de l'introspection dans sa voix mais qui n'avait pas peur d'être masculin ». Étant américain, le chanteur est assez surpris et pense alors plutôt interpréter une chanson secondaire dans le film, et non le générique d'entrée. De plus, bien qu'il soit fan de l'époque Sean Connery, il avait été très déçu par les derniers films. Cependant, à l'annonce du choix de Daniel Craig pour le rôle de James Bond, Chris Cornell décide d'accepter la proposition. L'artiste se rend alors à Prague sur le tournage. Il est alors très impressionné par la charge émotionnelle du film. Il y rencontre également le compositeur du film David Arnold qui lui suggère de s'inspirer de ses compositions.
Chris Cornell travaille ensuite la chanson dans son appartement parisien, alors que David Arnold le fait à Londres,. Chris Cornell déclare avoir eu du mal à écrire le texte : « c'est difficile, je pense, d'écrire des paroles pour un personnage ». Les deux musiciens se rencontrent ensuite et mettent en commun leurs paroles, ajoutées à la musique composée par David Arnold. Il choisit de chanter comme Tom Jones dans Thunderball dont il est fan et de rester dans l'univers de Live and Let Die de Paul McCartney qu'il écoute depuis son enfance,. « J'ai décidé que j'allais le chanter comme Tom Jones, dans ce style de crooner. Je voulais que les gens entendent ma voix. Et Live and Let Die est une chanson fantastique. Paul McCartney ne l'aurait pas écrit sans ce film. Je voulais [aussi] écrire une chanson dans son propre univers. Je savais que je ne l'aurais plus jamais – un grand orchestre – alors je voulais m'amuser avec ».
Après la validation de la démo par les producteurs, ils l'enregistrent au studio AIR.
Selon le souhait de Cornell la chanson ne figure pas sur la bande originale du film « parce que pour moi, c'était comme une chose à part. Cette chanson thème de James Bond. Je me sentais aussi comme auteur-compositeur... Je ne voulais pas être en quelque sorte isolé dans ce monde. Mais ce n'est pas la même chose en termes de connexion émotionnelle. J'ai eu beaucoup de chance avec Casino Royale car il était basé sur le premier livre du monde Fleming qui a le personnage en lui et c'est le personnage quand il est encore un être humain et il n'a pas encore développé  cette extérieur platine qui est impénétrable, il est une personne amoureuse qui a des doutes et des crises existentielles. J'ai donc pu écrire une chanson avec des aspects de l'histoire qui étaient intéressants et plus qu'un simple super espion qui va botter le cul de tout le monde ».
Le clip vidéo, réalisé par Michael Hausman (en), est diffusé pour la première fois le 31 octobre 2006 sur MTV. L'écriture du scénario n'a pas été simple. « Beaucoup de gens qui ont écrit des traitements pour ça, c'était un peu comme "Faites du chanteur un agent secret aussi", ce qui ne m'a pas plu. C'est l'idée évidente. C'est tellement difficile de faire une vidéo avec des séquences de film sans que ce soit un peu stupide ». Cornell contacte Michael Hausman, réalisateur de clips. « Je voulais juste quelqu'un qui puisse raconter une histoire simple d'une manière cinématographique ». Hausman choisit de filmer le chanteur dans des scènes quotidiennes de sa vie de rock star : « regarder par la fenêtre d'une ville différente tous les soirs. Des choses qui ne sont pas mauvaises dans ce que je fais - en fait bien sûr ce que je fais, mais ce qui le rend juste différent du travail moyen. C'est aussi simple que ça ».

## Distinctions
La chanson a remporté le prix de la meilleure chanson originale lors Satellite Awards 2006, ainsi qu'aux World Soundtrack Awards 2007.
Elle a également été nommée dans la catégorie « meilleure chanson écrite pour le cinéma, la télévision ou un autre média visuel » lors des Grammy Awards 2008.

## Liste des titres
| 1. | You Know My Name                    | 4:02 |
| 2. | Black Hole Sun (version acoustique) | 4:38 |

| 1. | You Know My Name              | 4:02 |
| 2. | You Know My Name (pop mix)    |      |
| 3. | You Know My Name (clip vidéo) |      |

## Classements
| Année | Classement                               | Place |
| ----- | ---------------------------------------- | ----- |
| 2006  | Finlande                                 | 3     |
| 2006  | Norvège - VG-lista                       | 5     |
| 2006  | Danemark - Tracklisten                   | 2     |
| 2006  | Royaume-Uni - UK Singles Chart           | 7     |
| 2006  | UK Downloads Chart                       | 4     |
| 2006  | Pays-Bas                                 | 10    |
| 2006  | Irlande - Irish Singles Chart            | 11    |
| 2006  | Allemagne - Media Control Charts         | 15    |
| 2006  | Suède - Sverigetopplistan                | 21    |
| 2006  | Autriche - Ö3 Top 40                     | 28    |
| 2006  | France - SNEP                            | 51    |
| 2006  | Italie - FIMI                            | 4     |
| 2006  | Suisse                                   | 10    |
| 2006  | États-Unis - Billboard Hot 100           | 79    |
| 2006  | États-Unis - Billboard Hot Digital Songs | 57    |
| 2006  | États-Unis - Billboard Pop 100           | 64    |
| 2007  | European Hot 100 Singles                 | 16    |
| 2007  | Euro Digital Tracks                      | 2     |

### Classements de fin d'année
| Année | Classement           | Place |
| ----- | -------------------- | ----- |
| 2007  | German Singles Chart | 87e   |